# Pulau Ai
Pulau Ai är en ö i Indonesien.   Den ligger i provinsen Moluckerna, i den östra delen av landet, 2 500 km öster om huvudstaden Jakarta. Arean är 3,7 kvadratkilometer.
Terrängen på Pulau Ai är platt. Öns högsta punkt är 113 meter över havet. Den sträcker sig 2,4 kilometer i nord-sydlig riktning, och 2,4 kilometer i öst-västlig riktning.